# فيستون عبد الرزاق
فيستون عبد الرزاق (ولد في 5 سبتمبر 1991) هو لاعب كرة قدم بوروندي يلعب حاليا لنادي شبيبة القبائل في الرابطة الجزائرية المحترفة الأولى، ومركزه مهاجم.

## روابط خارجية
- فيستون عبد الرزاق على موقع الاتحاد الدولي (مؤرشف)  (الإنجليزية)
- فيستون عبد الرزاق على موقع قاعدة بيانات كرة القدم.إي يو (الإنجليزية)
- فيستون عبد الرزاق على موقع ناشيونال فوتبول تيمز (الإنجليزية)
- فيستون عبد الرزاق على موقع Soccerway.com (الإنجليزية)
- فيستون عبد الرزاق على موقع عالم كرة القدم.نت (الإنجليزية)